# Pfanner (azienda)
La Hermann Pfanner Getränke GmbH è un'azienda austriaca di bevande, in particolare di succhi di frutta, azienda di famiglia da 5 generazioni. Commercia in tutta Europa.
Pfanner è il marchio più diffuso in Germania per il tè freddo.

## Storia
Nel 1856 Max Hermann Pfanner compra la „Gasthof Hirschen“ a Lauterach e fonda una Gasthaus-Bierbrauerei. Nel 1919 compra la Hermann Pfanner dallo zio e sviluppa il commercio di vino e spiriti.
Nel 1933 viene prodotto il primo succo di frutta. Dopo la morte di Hermann Pfanner nel 1944 la moglie, Ferdinanda, continua l'attività con i figli. Attraverso i decenni avviene l'espansione in Europa nel secondo dopoguerra. Viene fondata la Hermann Pfanner Getränke GmbH. Nel 1984 conquista lo Staatliche Auszeichnung con lo stemma dell'Austria.
Nel 2001 inizia la produzione a Reinbek vicino ad Amburgo in Germania.

## Prodotti
I prodotti sono diversi fino a raggiungere il numero di 210, in particolare nelle diverse varietà di succhi. Vengono confezionati in Tetra Pak, Elopak, SIG combidome, bottiglie in PET, di vetro e altri.

## Politica di sostenibilità
Pfanner dal 2001 ha il Marchio di certificazione internazionale di commercio equo e solidale. Nell'ottobre 2018 vince il 1º posto come FAIRTRADE.

## Sedi
Le sedi aziendali sono in Austria, Germania, Italia e Ucraina. Oltre alla sede centrale a Lauterach troviamo uno stabilimento di produzione più grande a Enns in Austria e uno a Reinbek in Germania, Valluhn (Germania), Policoro (Italia) e Bar (Ucraina).